# Онезький тракторний завод
ТОВ «Амкодор-Онего» (рос. ООО «Амкодор-Онего») — російський виробник тракторної техніки лісогосподарського призначення. Одне з найстаріших промислових підприємств Росії, засноване у 1703 році. Розташоване у місті Петрозаводськ (Республіка Карелія).

## Історія заводу
У 1700 році Московське царство розпочало війну зі Швецією. У зв'язку з цим цар Петро I своїм указом наказав збудувати новий збройовий завод ближче до театру бойових дій. 1 вересня 1703 року був заснований Шуйський збройовий завод. З 1706 року завод іменувався Новопетровським залізним заводом, а згодом — Олонецький Петровський залізоробний і гарматний завод.
Після завершення Великої Північної війни попит на гармати впав і почалось згортання виробництва. У 1753 році на Петровський завод було переведене мідне виробництво Кончезерського заводу й у 1755 році розпочав свою роботу Петровський мідноплавильний завод.

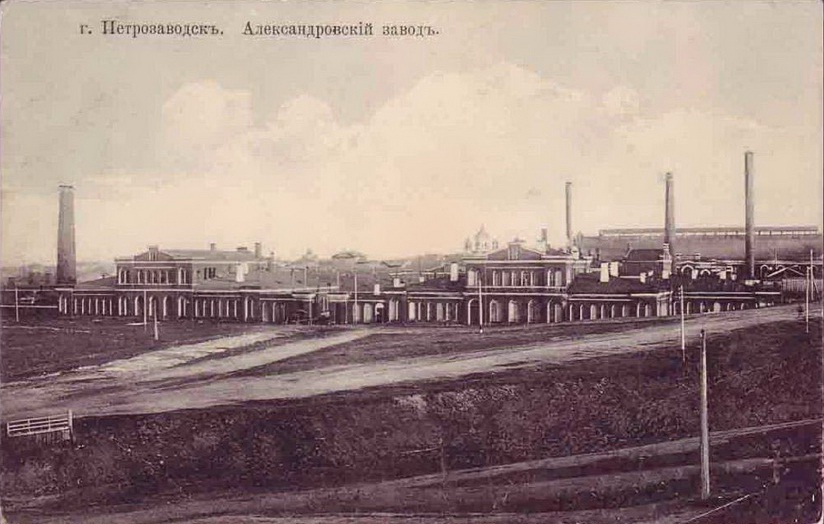
Загальний вигляд Олександрівського заводу.

У 1767 році виданий указ про відновлення виробництва гармат. Почалась реконструкція і завод отримав назву Новопетровський гарматний завод. Указом імператриці Катерини II від 14 червня 1774 року завод став називатися Олександрівським гарматно-ливарним заводом.
З розвитком артилерії і відмовою від подальшого виробництва чавунних гармат, у 1881 році підприємство було перетворене в Олександрівський снарядоробний завод.
Після Жовтневого перевороту 1917 року і встановлення радянської влади завод отримав коротку назву — Олександрівський завод, а у листопаді 1918 року — Онезький металургійний і механічний завод. У 1928 році завод вкотре отримав нову назву — Онезький машинобудівний і металургійний завод.
В роки німецько-радянської війни завод був евакуйований у Красноярськ, де на його базі був створений військовий завод, що згодом отримав назву «Красноярський завод лісового машинобудування».
У 1956 році Постановою Ради міністрів СРСР заводу було передане виробництво спеціальних машин для лісозаготівельних робіт і він отримав назву Онезький тракторний завод (ОТЗ). З того часу ОТЗ виготовив понад 190 000 лісових машин і був удостоєний низки нагород, у тому числі орденів Леніна (1974) і Жовтневої революції (1971). Значний внесок у розбудову виробництва і розширення асортименту продукції вніс багаторічний директор заводу Б. Н. Одліс. У 1980 році з заводського конвеєра зійшли рекордні 12237 тракторів.

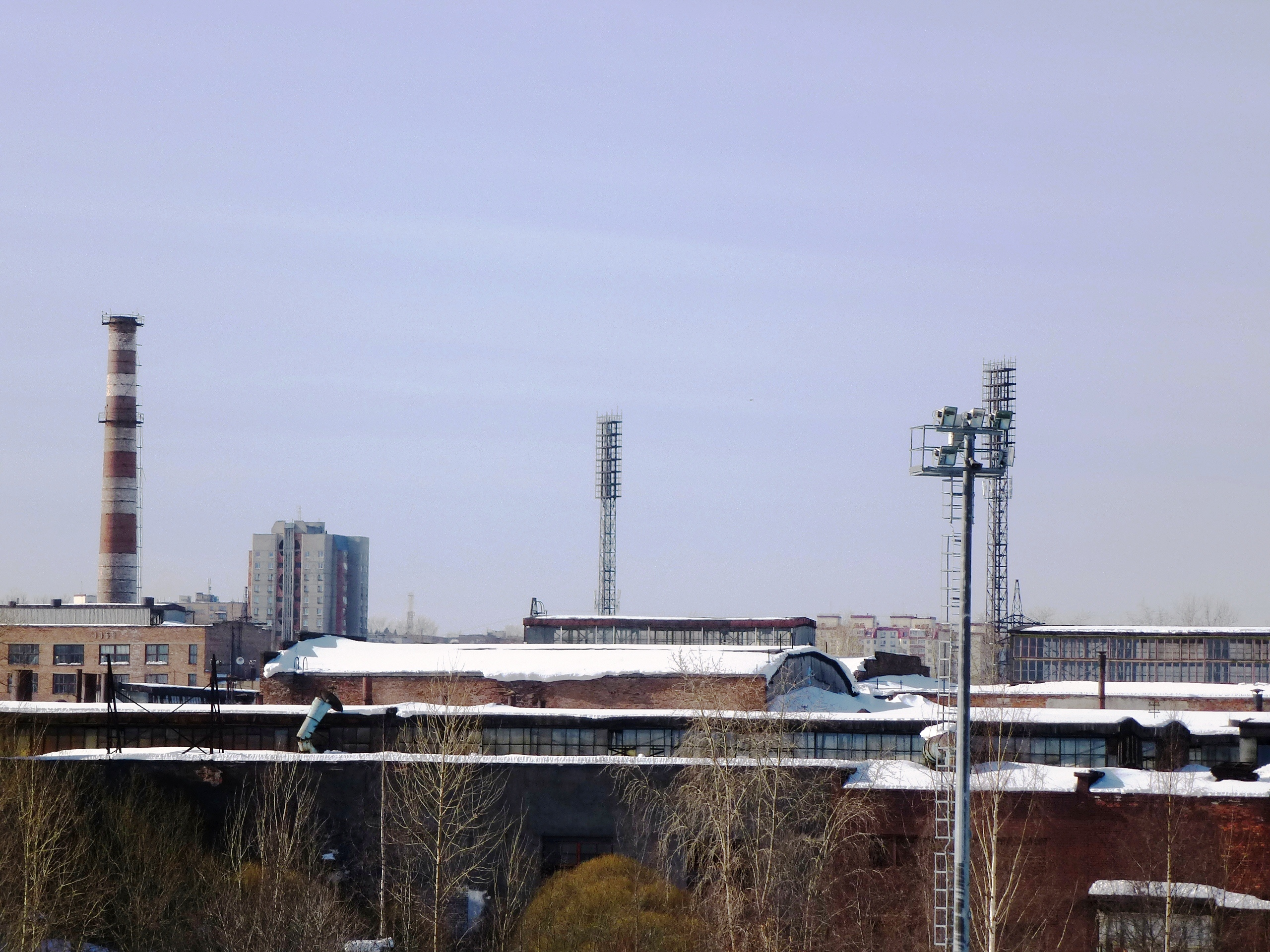
Корпуси ОТЗ.

2 липня 1968 року був закладений другий майданчик ОТЗ, на який завод остаточно переїхав у 2007 році.
У вересні 2005 року за заявою ФПС Росії арбітражний суд ухвалив рішення про введення на заводі процедури банкрутства, в ході якого було утворене нове підприємство — ТОВ «Онезький тракторний завод», який увійшов до складу машинобудівнично-індустріальної групи «Концерн „Тракторні заводи“».
У жовтні 2016 року розпочата процедура банкрутства у відношенні ТОВ «Онезький тракторний завод». У грудні 2018 року з воріт заводу вийшов останній трактор з назвою «Онежець».
2018 року білоруський холдинг «АМКОДОР» запланував придбання заводу з відновленням виробництва лісозаготівельної техніки і комплектуючих. 14 лютого 2019 року «АМКОДОР» виграв аукціон з покупки заводу. З того часу дотепер завод функціонує під новою назвою ТОВ «Амкодор-Онего».